# Imperátor
Imperátor (latinsky imperator) bylo původně označení nositele vojenské moci (impérium) v římské republice. Později se tento termín začal rostoucí měrou používat jako čestný titul pro vojenského velitele. Jestliže vojáci provolali po vítězné bitvě nad nepřítelem svého vojevůdce imperátorem, směl tento velitel se souhlasem senátu oslavit triumf. V dobách římské říše se slovo imperator stalo součástí titulatury římských císařů.
V Rusku přijal car Petr I. Veliký roku 1721 titul imperátora vší Rusi (rusky император Всероссийский), který byl postaven na roveň císařského titulu. Tento titul užívali panovníci Ruského impéria až do zániku monarchie v roce 1917.